# 伊靈紹索爾 (英國國會選區)

選區在大倫敦的位置

伊靈紹索爾（英語：Ealing Southall），英國國會一自治市選區，包括大倫敦西部伊靈區西南部的七個地方選區。
始設於1983年。一直是工黨的安全選區。在2010年大選中憑2007年補選出任當區議員的維蘭德拉·沙爾馬以51.5%選票連任成功。